# Barbus viktorianus
Barbus viktorianus е вид лъчеперка от семейство Шаранови (Cyprinidae).

## Разпространение
Видът е разпространен в Кения.

## Описание
На дължина достигат до 7,1 cm.